# Канелонес (департамент)
Канело̀нес (на испански: Canelones) е един от 19-те департамента на южноамериканската държава Уругвай. Намира се в южната част на страната. Общата му площ е 4536 км², а населението е 485 240 жители (2004 г.) Столицата му е едноименния град Канелонес.